# دكسترين
الدكسترينات هي مجموعة من الكربوهيدرات منخفضة الوزن الجزيئي تنتج بواسطة التحليل المائي للنشا أو الجليكوجين. الدكسترينات هي خليط من وحدات الجلوكوز المبلمرة المتصلة بالرابطة الجليكوسيدية α-(1→4) أو α-(1→6).
يمكن إنتاج الدكسترينات من النشا باستخدام إنزيم مثل الأميليز، وذلك كما يحدث أثناء الهضم في جسم الإنسان وأثناء صناعة المولت والتسكير. أو باستخدام الحرارة الجافة تحت ظروف حامضية (التحلل الحراري أو التحميص).
تستخدم الطريقة الأخيرة صناعيا وتحدث أيضا على سطح الخبز أثناء عملية الخبْز، وذلك الذي يساهم في الطعم واللون والقرمشة. تعرف الدكسترينات المنتجة بالطرق الحرارية بالبيرودكسترينات. يتحلل النشا أثناء التحميص تحت ظروف حامضية وتنتج سلاسل نشا قصيرة تعمل على إعادة تفرع جزئي حيث تنشأ روابط α-(1,6) بينها وبين جزئ النشا المتحلل. انظر أيضا تفاعل ميلارد.
الدكسترينات مساحيق بيضاء أو صفراء أو بنية اللون وتكون أما ذائبة جزئيا أو كليا في الماء وتعطي محاليل نشطة ضوئيا ذات لزوجة منخفضة. يمكن الكشف عن معظمها بواسطة محلول يودي حيث تعطي لون أحمر والذي يبين الإرثرودكسترين (دكسترين يعطي لون أحمر) من الأكرودكسترين (لا يعطي لون).
تسمى الدكسترينات البيضاء أو الصفراء المنتجة من النشا بواسطة التحميص مع قليل من الحمض أو بدون الصمغ الإنجليزي.

دكسترين يحتوي على روابط جليكوسيدية α-(1→4) و α-(1→6)

## الاستخدامات
تستخدم الدكسترينات الصفراء كلواصق ذائبة بالماء في ألسنة الأظرف التي تبلل قبل الغلق وفي الأنابيب الورقية وفي التعدين كمادة مضافة في تعويم الرغوة وفي صناعة المسبوكات كمضاف للقوة الخضراء في سباكة الرمل ومغلظ للحبر في صباغة باتيك الممانعة الصباغة وكمواد رابطة في ألوان جواش وأيضا في صناعة الجلود.
تستخدم الدكسترينات البيضاء كالتالي:
- محسن للنضارة في التصنيع الغذائي والمخاليط الغذائية والكسوة والتلميع، (رقم إي 1400).
- عامل إنهاء نسيج وعامل تكسية لزيادة وزن وصلابة الأقمشة.
- مادة رابطة ومغلظة في صناعة الدواء وتكسية الورق.
- وقود وعامل رابط في التقانة النارية، حيث تضاف إلى الألعاب النارية والشرارة حتى تتصلب في في شكل حبيبات أو «نجوم».

الدكسترينات أقل هضما من النشا وذلك نتيجة لاعادة التفرع، طورت الدكسترينات غير القابلة للهضم كمكملات ألياف ذائبة تستخدم بمفردها وكمضافات للمنتجات الغذائية المصنعة.

## أنواع أخرى
- مالتودكسترين

المالتودكسترين هو مشتق نشا قصير السلسلة يستخدم كمضاف للأغذية. ينتج بواسطة التحلل الإنزيمي للنشا المجلتن وعادة مايكون في صورة مسحوق مجفف بالرذاذ لونه أبيض كريمي ماص للماء. المالتودكسترين سهل الهضم وسرعة امتصاصه تضاهي الجلوكوز وقد يكون طعمه معتدل الحلاوة أو بدون أي طعم.
- دكسترين حلقي

تعرف الدكسترينات الحلقية باسم سايكلودكسترين. تنتج بواسطة التحلل الإنزيمي للنشا باستخدام نوع بكتريا محدد، كمثال، Bacillus macerans. الدكسترينات الحلقية لديها تركيبات حلقية أنشئت من خلال 6-8 نهايات جلوكوز.
- الأميلودكسترين هو دكسترين خطي أو أميلوز قصير السلسلة (درجة البلمرة 20-30) يمكن إنتاجه بواسطة التحلل الإنزيمي للروابط الجليكوسيدية ألفا-1,6 أو نزع تفرع الأميلوبكتين. الأميلودكسترين يعطي لونا أزرق مع اليود.
- دكسترين حد بيتا هو البوليمر المتبقي من التحلل الإنزيمي للأميلوبكتين بواسطة بيتا أميلاز والذي لا يستطيع تحليل روابط ألفا-1,6 عند نقاط التفرع.
- دكسترين حد ألفا هو بقايا الأميلوبكتين المتفرع قصير السلسلة والذي ينتج بتحليل الأميلوبكتين بواسطة ألفا أميلاز.
- الدكسترين الحلقي عالي التفرع هو دكسترين ينتج بواسطة التكسير الإنزيمي للأميلوبكتين إلى عناقيد يليه استخدام إنزيم تفرع لعمل سلاسل حلقية كبيرة.[8]

## وصلات خارجية
- Dextrins في المكتبة الوطنية الأمريكية للطب نظام فهرسة المواضيع الطبية (MeSH).

- EAFUS نسخة محفوظة 3 سبتمبر 2000 على موقع واي باك مشين.